# Карикола, Никола
Никола Карикола (род. 13 февраля 1963 года в Бари, Италия) — итальянский футболист, выступавший на позиции либеро.

## Биография
Карикола начал карьеру в «Бари», играл с клубом в Серии B, оттуда же вызывался в молодёжную сборную. 6 октября 1982 года он сыграл дебютный матч против Австрии, в общей сложности сыграл на молодёжном уровне десять матчей. Он продолжил карьеру в «Ювентусе», в котором оставался до 1987 года, выиграв два чемпионских титула. Он дебютировал в Серии А 11 сентября 1983 года в матче против «Асколи», «старая синьора» разгромила соперника со счётом 7:0. С «Ювентусом» он также выиграл Кубок обладателей кубков УЕФА и Суперкубок УЕФА в 1984 году; Кубок европейских чемпионов УЕФА и Межконтинентальный кубок по футболу в 1985 году. Затем он перешёл в «Дженоа», где оставался до 1995 года и играл в Кубке УЕФА. В 1994 году он ненадолго покинул «Дженоа», сыграв четыре матча за «Торино».
Он закончил свою карьеру с «Нью-Йорк/Нью-Джерси МетроСтарз» в MLS, сыграв за клуб в первом сезоне лиги в 1996 году. Хотя Карикола хорошо играл за команду, он больше всего запомнился американским болельщикам автоголом на последних секундах первой домашней игры клуба против «Нью-Инглэнд Революшн», этот гол был единственным в матче. Он ушёл в отставку в феврале 1997 года.
В 2005 году Никола Карикола переехал в Кейптаун, Южная Африка, и основал компанию «Nicaf Espresso Systems», официальный дистрибьютор кофе «Lavazza» в Южной Африке. Название «Nicaf» является акронимом имени Никола и слова «кафе».